# 耶路撒冷车站
耶路撒冷车站，以色列耶路撒冷市的一座鐵路车站，位于希伯伦路与伯利恒路之间，1998年8月停运。1892年，作为雅法—耶路撒冷鐵路的终点站开始营运。2013年5月，该地成为一个文化娱乐中心。